# Куду-Кюёль
Куду́-Кюёль — село в Олёкминском районе Республики Саха (Якутия). Административный центр Киндигирского национального наслега.

## Этимология
Название Куду-Кюёль, возможно, является двуязычным и происходит от эвенкийского куду — солончак, солонец, куда приходят косули, лоси, изюбри и якутского күөл — озеро.

## Географическое положение
Располагается в 180 километрах юго-восточнее райцентра, города Олёкминска, (с учётом транспортного сообщения) на левом берегу реки Олёкмы, в 2 км ниже впадения в неё реки Атырдях.

### Транспортное сообщение
В летнее время сообщение с населённым пунктом осуществляется только по реке Олёкма, в зимний период с конца декабря — по автозимнику, проходящему через село Токко.

## Экономика
Основным занятием большинства жителей Куду-Кюёля является охота на пушного зверя.

## Инфраструктура
В населённом пункте функционируют неполная средняя общеобразовательная школа, различные учреждения здравоохранения и торговли, дом культуры.

## Население
| 2002 | 2010 | 2021 |
| ---- | ---- | ---- |
| 317  | ↗349 | ↘220 |